# Yang Huiyan
Yang Huiyan (chinês tradicional: 楊惠妍, chinês simplificado: 杨惠妍, pinyin: Yáng Huìyán; Foshan, 1981) é uma empresária e promotora imobiliária sino-cipriota, conhecida por ser a acionista da Country Garden Holdings, cuja parte foi transferida para ela por seu pai Yang Guoqiang em 2007. Foi considerada uma das mulheres mais ricas da Ásia.
Seu pai Yang Guoqiang fundou a imobiliária Country Garden em 1997 e transferiu 70% das suas ações para ela, antes da oferta pública inicial em 2007. A oferta inicial da Country Garden era de cerca de 1,6 mil milhões de dólares, o mesmo valor que a Google arrecadou nos Estados Unidos em 2004. Em agosto de 2021, Yang tinha um património líquido de 27,3 mil milhões de dólares. Yang é vice-presidente do comité do conselho governamental e ajudou a arrecadar quatrocentos e dez milhões cujas ações foram vendidas em 2014, de acordo com a revista estado-unidense Forbes.
Yang graduou-se com bacharelato em artes e ciências, na Universidade Estadual de Oaio em 2003, onde participou da Sociedade Nacional de Académicos Colegiados.
De acordo com os "Documentos de Chipre", Yang obteve a cidadania cipriota em 2018, embora a China não reconheça a dupla cidadania. Em outubro de 2020, o estatuto do passaporte de Yang permaneceu incerto, após a suspensão do esquema de passaporte pelo governo de Chipre. Em junho de 2022, ela foi reconhecida pelo Instituto Internacional de Hospitalidade na classificação global das cem pessoas mais poderosas da hospitalidade global.
Em julho de 2022, ela perdeu mais da metade de seu património líquido.